# Paobius albertanus
Paobius albertanus är en mångfotingart som beskrevs av Chamberlin 1922. Paobius albertanus ingår i släktet Paobius och familjen stenkrypare. Inga underarter finns listade i Catalogue of Life.